# Philodromus oneida
Philodromus oneida es una especie de araña cangrejo del género Philodromus, familia Philodromidae. Fue descrita científicamente por Levi en 1951.

## Distribución
Esta especie se encuentra en Canadá y los Estados Unidos.